# Lăutarii
Lăutarii (rus: Лаутары) és una pel·lícula romàntica soviètica del 1972 dirigida per Emil Loteanu. La pel·lícula va tenir èxit, sobretot a Itàlia. La pel·lícula va rebre el premi especial del Jurat al Festival Internacional de Cinema de Sant Sebastià 1972. La pel·lícula també va rebre el prestigiós premi espanyol de San Fedele el 1978.

## Argument
Toma Alistar és un talentós lăutar que treballa com a líder d'una banda gitana itinerant, vagant per les estepes de Bessaràbia a mitjan segle xix. És un hàbil violinista la fama del qual el porta a gires per capitals europees i corts reials. S'enamora bojament de la bella gitana Leanca. Tanmateix, ella es casa amb un hongarès ric. Toma passa la resta de la vida i les seves fortunes en una recerca desesperada d'ella. I només abans de la seva mort coneix una vella gitana en la qual reconeix el seu únic veritable amor.

## Repartiment
- Sergei Lunkevich – Toma Alistar
- Dumitru Hãbãsescu – young Toma
- Jenea Rolko – Toma de nen
- Galina Vodnyatskaya – Vella Leanca
- Olga Câmpeanu – Jove Leanca
- Angelica Iascencu – Leanca de nena